# Stegolepis hitchcockii
Stegolepis hitchcockii là một loài thực vật có hoa trong họ Rapateaceae. Loài này được Maguire miêu tả khoa học đầu tiên năm 1965.